# Campeonato Russo de Futebol de 2007
O Campeonato Russo de Futebol de 2007 foi o décimo sexto torneio desta competição. Participaram dezesseis equipes. O campeão e o vice se classificam para a Liga dos Campeões da UEFA de 2008-09. O  terceiro e o quarto colocados se classificam para a Copa da UEFA de 2008-09. O quinto colocado se classifica para a Copa Intertoto da UEFA de 2008. Dois clubes caem e dois são ascendidos. Os clubes FC Torpedo Moscovo e FC Shinnik Iaroslavl foram rebaixados na temporada passada.

## Participantes
| Equipe                   | Cidade           | Região            | No ano anterior                                                       | Estádio                     | Capacidade | Títulos                                           | Participações |
| ------------------------ | ---------------- | ----------------- | --------------------------------------------------------------------- | --------------------------- | ---------- | ------------------------------------------------- | ------------- |
| PFC CSKA Moscovo         | Khamovniki       | Moscovo           | Campeão                                                               | Estádio Lujniki             | 81.000     | 3 (2003, 2005, 2006)                              | 16            |
| Spartak Moscovo          | Presnensky       | Moscovo           | Vice Campeão                                                          | Estádio Lujniki             | 81.000     | 9 (1992, 1993, 1994, 1996,1997, 1998, 1999, 2000) | 16            |
| Dínamo Moscovo           | Aeroport         | Moscovo           | Décimo Quarto Lugar                                                   | Estádio Dínamo de Moscou    | 36.540     | 0 (não possui)                                    | 16            |
| Lokomotiv Moscovo        | Preobrazhenskoye | Moscovo           | Terceiro Lugar                                                        | Estádio Lokomotiv de Moscou | 30.000     | 2 (2002, 2004)                                    | 16            |
| FC Krilia Sovetov Samara | Samara           | Oblast de Samara  | Nono Lugar                                                            | Estádio Metallurg           | 33.320     | 0 (não possui)                                    | 16            |
| FC Rostov                | Rostov do Don    | Oblast de Rostov  | Décimo Segundo Lugar                                                  | Estádio Rostselmash         | 15.840     | 0 (não possui)                                    | 15            |
| FC Zenit São Petersburgo | Petrogrado       | São Petersburgo   | Quarto Lugar                                                          | Estádio Petrovsky           | 21.570     | 0 (não possui)                                    | 13            |
| FC Saturn                | Ramensky         | Oblast de Moscovo | Décimo Primeiro Lugar                                                 | Estádio Saturn              | 16.8000    | 0 (não possui)                                    | 9             |
| FC Moscovo               | Danilovsky       | Moscovo           | Sexto Lugar                                                           | Estádio Eduard Streltsov    | 14.274     | 0 (não possui)                                    | 7             |
| FC Rubin Kazan           | Cazã             | Tartaristão       | Quinto Lugar                                                          | Estádio Central de Cazã     | 28.500     | 0 (não possui)                                    | 5             |
| FC Amkar Perm            | Perm             | Krai de Perm      | Décimo Terceiro Lugar                                                 | Estádio Zvezda              | 19.500     | 0 (não possui)                                    | 4             |
| FC Tom Tomsk             | Tomsk            | Oblast de Tomsk   | Oitavo Lugar                                                          | Estádio Trud                | 15.000     | 0 (não possui)                                    | 3             |
| FC Luch Vladivostok      | Vladivostok      | Krai do Litoral   | Sétimo Lugar                                                          | Estádio Dínamo              | 10.500     | 0 (não possui)                                    | 3             |
| PFC Spartak Nalchik      | Nalchik          | Cabárdia-Balcária | Décimo Lugar                                                          | Estádio Spartak             | 14.400     | 0 (não possui)                                    | 2             |
| FC Kuban Krasnodar       | Krasnodar        | Krai de Krasnodar | Vice Campeão do Campeonato Russo de Futebol de 2006 - Segunda Divisão | Estádio Kuban               | 32.000     | 0 (não possui)                                    | 3             |
| FC Khimki                | Khimki           | Oblast de Moscovo | Campeão do Campeonato Russo de Futebol de 2006 - Segunda Divisão      | Arena Khimki                | 18.000     | 0 (não possui)                                    | 1             |

## Regulamento
O campeonato foi disputado no sistema de pontos corridos em turno e returno em grupo único.  Ao final, dois são promovidos e dois são rebaixados.

## Primeira Fase
Zenit foi o campeão e classificou-se para a Liga dos Campeões da UEFA de 2008-09, junto com o vice, Spartak de Moscovo.
CSKA Moscovo e FC Moscovo foram classificados para a Copa da UEFA de 2008-09.
Saturn foi classificado para a Copa Intertoto da UEFA de 2008.
Kuban e Rostov foram rebaixados para o Campeonato Russo de Futebol de 2008 - Segunda Divisão.

## Campeão
| Campeão Russo de 2007              |
| ---------------------------------- |
| FC Zenit São Petersburgo 1° Título |